# 中美洲航空110號班機事故
30°00′43″N 89°55′11″W / 30.0119°N 89.9196°W
中美洲航空110號班機是一班由中美洲航空運營的國際航班，由伯利茲伯利茲市前往美國路易斯安那州新奧爾良。1988年5月24日，該飛機飛經一個強雷雨帶後兩台引擎熄火，但機師成功地在一條草堤上滑翔降落，機上無人重傷且飛機結構除引擎外完好無損。

## 飛機歷史
此架波音737-3T0（機尾編號N75356，序列號23838），第一次飛行時在1988年1月26日，並在中美洲航空只服務了兩個月。在意外當日，航班的程序正常，在伯利茲市的菲利普·S.W.高臣國際機場起飛並飛過墨西哥灣前往美國路易斯安那州沿岸。
此飛機是波音製造的第1,505架波音737，中美洲航空在1988年5月購入之前由北極星飛機租賃擁有。事故後也數度易手：
| 交貨日期                | 擁有者或運營者 | 註冊編號 |
| ----------------------- | -------------- | -------- |
| 1988年3月2日            | 北極星飛機租賃 | N75356   |
| 1988年5月10日           | 中美洲航空     | N75356   |
| 1989年10月30日          | 哥倫比亞航空   | N75356   |
| 1991年4月16日           | 美西航空       | N319AW   |
| 1993年1月7日            | 莫里斯航空     | N764MA   |
| 1995年1月1日            | 西南航空       | N697SW   |
| 資料來源：AirFleets.net |                |          |

事發時由機長卡洛斯·達爾達諾（Carlos Dardano）和副機師迪奧尼斯奧·盧比斯（Dionisio Lopez）執飛。達爾達諾當時29歲，但已累積飛行時數13,410小時，其中差不多11,000小時為正機長。他早年在薩爾瓦多內戰時期執行一趟往薩爾瓦多的短途飛行時，被流彈擊中而失去左眼。迪奧尼斯奧·盧比斯也是一位經驗豐富的飛行員，飛行時數逾12,000小時。另外，當時有另一位飛行指導機師在駕駛艙內，觀察新購入的737客機的表現。

## 事故經過
美國國家運輸安全委員會（NTSB）的調查發現，飛機在即將到達新奧爾良莫爾臣國際機場（2001年改名為路易斯·岩士唐新奧爾良國際機場）而下降到35,000英尺（11,000公尺）時，發現在他們的氣象雷達中有一片綠色和黃色的地區，表示在他們的路徑前方有輕微至中度的降雨，同時因還有一些「孤立的紅點」，即航路兩邊有強雷雨區。
飛機在30,000英尺（9,100公尺）進入雲層時，機組人員設定「持續引燃」並打開引擎除冰，防止他們的引擎因強雷雨的影響而結冰，從而熄火失去動力。儘管他們在雷達上顯示的兩片強雷雨帶之間飛行，他們還是遇上大雨、冰雹和亂流。在16,500英尺（5,000）時，兩個引擎先後熄火，令飛機在沒有引擎的推力和電力下滑翔。在飛機下降到10,500英尺（3,200）時輔助動力系統（APU）啟動並恢復電力。他們嘗試用飛機下降時產生的氣流作「風車啟動」重啟引擎但不成功。稍後雖然機組人員在APU啟動後可以用電力開啟引擎，但是兩個引擎都無法加速到正常的怠速並提供推力。機長嘗試推動油門但結果引擎過熱，所以他們再一次關閉引擎以避免災難性故障。
這時由於飛機剩餘的高度已不足夠讓飛機滑翔到附近任何一條跑道，機長們準備在新奧爾良東部米角區附近水上迫降。當達爾達諾將機頭對準一條運河並準備迫降時，副機師盧比斯發現運河右邊的一處草堤，並提議在那裡降落。機長同意，把飛機降落在米角區的美國太空總署米角裝配基地的一條寬草堤上，並令飛機安全地停下。

## 調查結果
NTSB的調查發現，飛機無意中飛入了一片4級雷暴，兩個引擎吸入了水令它們熄火，儘管他們證實吸入的水沒有超出美國聯邦航空總署（FAA）的標準。飛機遭受輕度的冰雹損壞，左邊（2號）引擎也因過熱而損壞。調查最後總結認為，引擎熄火是因遇到暴雨和冰雹造成的，並認為事件的主因是引擎的設計缺陷，以及FAA的水攝入標準不包括可以用中度或高強度的雷暴率預測的瀑布式暴雨。

## 事故之後
最初，飛機計劃移去機翼並用駁船運送到一個修理廠，但波音的工程師和試飛員決定在原地更換引擎並在相鄰的鋪平道路上起飛。此737飛到原定目的地莫爾臣機場作進一步的維修工作，並於完成修復繼續服務。

## 外部連結
- Air & Space Magazine
- Description of the NASA Michoud Facility and Air Traffic Controller's account of the event
- 航空安全网上的Incident资料

- NTSB Synopsis（页面存档备份，存于）
- NTSB Brief[永久]
- NTSB Final Report[永久]